# 灼熱之愛
《灼熱之愛》是夏之管(TUBE)在2010年6月2日推出的第51張單曲。

## 收錄曲目
（: 作詞 前田亘輝 : 作曲 春畑道哉）
1. 灼熱之愛(灼熱らぶ)
2. 絆